# FK Banga
Maillots
Actualités
Le FK Banga est un club lituanien de football basé à Gargždai. Le club fondé en 1966 joue ses matchs à domicile au Gargždai Stadium (en) (lt. Gargždų miesto stadionas) d'une capacité de 2 300 places. Ses couleurs sont l'orange et le bleu.
L'équipe entraînée par le Lituanien Arminas Narbekovas évolue en 2011 en première division du Championnat de Lituanie de football (A-Lyga).

## Bilan sportif

### Palmarès
- Coupe de Lituanie
  - Vainqueur : 2024
  - Finaliste : 2011, 2014, 2019

- Supercoupe de Lituanie
  - Finaliste : 2025

### Bilan par saison
Légende
- Vainqueur de la compétition.
- Vice-champion ou finaliste de la compétition.
- Troisième de la compétition.
- Promotion en division supérieure.
- Relégué en division inférieure.

| Saison    | Championnat | Championnat | Championnat | Championnat | Championnat | Championnat | Championnat | Championnat | Championnat | Championnat | Coupe de Lituanie   |
| Saison    | Division    | Pos         | Pts         | J           | V           | N           | D           | BP          | BC          | Diff        | Coupe de Lituanie   |
| --------- | ----------- | ----------- | ----------- | ----------- | ----------- | ----------- | ----------- | ----------- | ----------- | ----------- | ------------------- |
| 1990      | 3e Ouest    | 7e          | 15          | 20          | Inconnu     | Inconnu     | Inconnu     | 22          | 43          | -21         | —                   |
| 1991      | 3e Ouest    | 1er         | 21          | 13          | 9           | 3           | 1           | 38          | 10          | +28         | —                   |
| 1991-1992 | 2e          | 6e          | 32          | 28          | 14          | 4           | 10          | 34          | 26          | +8          | Seizièmes de finale |
| 1992-1993 | 2e          | 7e          | 30          | 26          | 11          | 8           | 7           | 29          | 29          | 0           | Seizièmes de finale |
| 1993-1994 | 2e          | 3e          | 41          | 30          | 17          | 7           | 6           | 43          | 19          | +24         | Seizièmes de finale |
| 1994-1995 | 1re         | 9e          | 12          | 22          | 3           | 6           | 13          | 19          | 56          | -37         | Seizièmes de finale |
| 1995-1996 | 1re         | 9e          | 32          | 26          | 11          | 5           | 10          | 31          | 44          | -13         | Huitièmes de finale |
| 1996-1997 | 1re         | 12e         | 42          | 26          | 12          | 6           | 8           | 35          | 22          | +13         | Huitièmes de finale |
| 1997-1998 | 1re         | 13e         | 24          | 30          | 7           | 3           | 20          | 34          | 57          | -23         | Seizièmes de finale |
| 1998-1999 | 1re         | 7e          | 26          | 23          | 7           | 5           | 11          | 18          | 30          | -12         | Quarts de finale    |
| 1999      | 1re         | 8e          | 12          | 18          | 2           | 6           | 10          | 12          | 40          | -28         | Quarts de finale    |
| 2000      | 1re         | 10e         | 16          | 36          | 3           | 7           | 26          | 19          | 81          | -62         | Quarts de finale    |
| 2001      | 2e          | 10e         | 33          | 30          | 9           | 3           | 17          | 45          | 50          | -5          | Seizièmes de finale |
| 2002      | 3e Ouest    | 1er         | 42          | 26          | 13          | 3           | 10          | 44          | 43          | +1          | —                   |
| 2003      | 2e          | 17e         | 25          | 34          | 6           | 7           | 21          | 36          | 90          | -54         | —                   |
| 2004      | 3e Ouest    | 3e          | 33          | 16          | 10          | 3           | 3           | 57          | 28          | +29         | —                   |
| 2005      | 3e Ouest    | 5e          | 40          | 22          | 12          | 4           | 6           | 45          | 35          | +10         | —                   |
| 2006      | 2e          | 12e         | 39          | 34          | 9           | 12          | 13          | 44          | 49          | -5          | —                   |
| 2007      | 2e          | 6e          | 40          | 27          | 10          | 10          | 7           | 44          | 15          | +29         | —                   |
| 2008      | 2e          | 3e          | 64          | 31          | 19          | 7           | 5           | 61          | 27          | +34         | Seizièmes de finale |
| 2009      | 1re         | 6e          | 27          | 28          | 7           | 6           | 15          | 25          | 49          | -24         | Huitièmes de finale |
| 2010      | 1re         | 6e          | 39          | 27          | 10          | 9           | 8           | 34          | 30          | +4          | Huitièmes de finale |
| 2011      | 1re         | 6e          | 46          | 33          | 13          | 7           | 13          | 51          | 37          | +14         | Finale              |
| 2012      | 1re         | 6e          | 47          | 36          | 13          | 8           | 15          | 43          | 41          | +2          | Quarts de finale    |
| 2013      | 1re         | 6e          | 35          | 32          | 10          | 5           | 17          | 39          | 56          | -17         | Seizièmes de finale |
| 2014      | 1re         | 9e          | 35          | 36          | 8           | 6           | 22          | 29          | 65          | -36         | Finale              |
| 2015      | 2e          | 3e          | 74-3        | 34          | 24          | 5           | 5           | 77          | 28          | +49         | Seizièmes de finale |
| 2016      | 2e          | 6e          | 52          | 30          | 15          | 7           | 8           | 62          | 31          | +31         | Seizièmes de finale |
| 2016      | 2e          | 6e          | 52          | 30          | 15          | 7           | 8           | 62          | 31          | +31         | Huitièmes de finale |
| 2017      | 2e          | 2e          | 59          | 28          | 18          | 5           | 5           | 58          | 26          | +32         | Seizièmes de finale |
| 2018      | 2e          | 3e          | 56          | 26          | 18          | 0           | 8           | 51          | 24          | +27         | Quarts de finale    |
| 2019      | 2e          | 2e          | 56          | 28          | 17          | 5           | 6           | 57          | 24          | +33         | Finale              |
| 2020      | 1re         | 4e          | 16          | 20          | 3           | 7           | 10          | 16          | 30          | -14         | Huitièmes de finale |
| 2021      | 1re         | 7e          | 36          | 36          | 10          | 6           | 20          | 40          | 71          | -31         | Seizièmes de finale |
| 2022      | 1re         | 8e          | 30          | 36          | 6           | 12          | 18          | 33          | 54          | -21         | Huitièmes de finale |
| 2023      | 1re         | 6e          |             |             |             |             |             |             |             |             |                     |
| 2024      | 1re         | 5e          |             |             |             |             |             |             |             |             | Vainqueur           |

### Bilan européen
Note : dans les résultats ci-dessous, le score du club est toujours donné en premier.
| Saison    | Compétition      | Tour            | Club         | Domicile | Extérieur | Total |
| --------- | ---------------- | --------------- | ------------ | -------- | --------- | ----- |
| 2011-2012 | Ligue Europa     | Premier tour Q  | Qarabağ FK   | 0 - 4    | 0 - 3     | 0 - 7 |
| 2014-2015 | Ligue Europa     | Premier tour Q  | Sligo Rovers | 0 - 0    | 0 - 4     | 0 - 4 |
| 2025-2026 | Ligue Conférence | Deuxième tour Q | Rosenborg BK | 0 - 2    | 0 - 5     | 0 - 7 |

Légende
- Victoire ou qualification pour le tour suivant
- Match nul
- Défaite ou élimination de la compétition

## Couleurs
| BANGA | BANGA |

## Effectif professionnel actuel
2025 (alyga.lt / FK Banga)
| 55 | Drapeau de la Lituanie | G | Mantas Bertašius |  |  |  |  |  |
|    |                        |   |                  |  |  |  |  |  |
| 3  | Drapeau du Portugal    | D | Gonçalo Vieira   |  |  |  |  |  |
| 19 | Drapeau de la Lituanie | D | Valdas Antužis   |  |  |  |  |  |
| 21 | Drapeau de la Lituanie | D | Karolis Pliuškys |  |  |  |  |  |
|    |                        |   |                  |  |  |  |  |  |
| 6  | Drapeau de la Lituanie | M | Mantas Petrikas  |  |  |  |  |  |
| 7  | Drapeau de la Lituanie | M | Dovydas Norvilas |  |  |  |  |  |

|    | Drapeau du Brésil      | M | Cesinho             |  |  |  |  |  |
| 17 | Drapeau de la Lituanie | M | Klaidas Birgiola    |  |  |  |  |  |
|    | Drapeau du Nigeria     | M | Aaron Olugbogi ✔️   |  |  |  |  |  |
|    | Drapeau des Pays-Bas   | M | Nouri El Harmazi ✔️ |  |  |  |  |  |
|    |                        |   |                     |  |  |  |  |  |
| 11 | Drapeau de la Lituanie | A | Pijus Srėbalius     |  |  |  |  |  |
| 37 | Drapeau de la Lituanie | A | Ignas Venckus       |  |  |  |  |  |

### Joueurs emblématiques
- Robertas Vėževičius